# HNI Corporation
HNI Corporation è un produttore statunitense di mobili per ufficio, operante anche nel settore di produzione e commercializzazione di caminetti e stufe. La società è stata fondata nel 1944 dall'ingegnere C. Maxwell Stanley, da Clem Hanson e dal designer industriale H.Wood Miller. Il quartier generale è a Muscatine, nel Iowa, con altre fabbriche in vari altri stati degli Stati Uniti e in Asia. La società fa parte della S&P 400 ed è quotata alla borsa di New York.
I marchi di mobili per ufficio che fanno capo alla HNI includono The HON Company, Allsteel, Gunlocke, Maxon, HBF, HBF Textiles, OFM, Inc, Lamex, and HNI India. I marchi in possesso dell'azienda, prodotti da Hearth & Home Technologies e offerti attraverso più canali di vendita al dettaglio, includonoHeat & Glo, Harman, Quadra-Fire, Majestic, Monessen, Fireside Hearth & Home, and Vermont Castings.

## Premi
- 400 migliori grandi aziende in America, rivista Forbes 1998-2006
- 50 migliori aziende manifatturiere, 2002-2006 IndustryWeek
- Le 100 migliori aziende più affidabili d'America, la rivista Forbes 2016-2017
- Le migliori aziende al mondo per lo sviluppo della leadership, 2014-2016, rivista per l'Executive